# Lot de Creta
El lot de Creta, herbeta de plata, lot blanc, lot de platja, lotus marí o trèvol femella (Lotus creticus) és una planta de la família Leguminosae que viu a arenals marítims i sistemes dunars de la mediterrània meridional. Als Països Catalans es troba a Tarragona, València, Castelló, Alacant i Menorca. És una planta perenne, reptant, molt ramificada i densament coberta de petits pèls aplicats que li donen un aspecte platejat. Les fulles són cinc folíols ovats, sent dos sèssils simulant estípules. Les flors són de 12 a 18 mil·límetres, amb la corol·la ataronjada. La floració dura de març a juny. Els fruits són en llegum recta i patent. No s'ha de confondre amb Lotus cytisoides, amb la que conviu i de la que es diferencia per les seves flors majors i per les dents laterals del calze agudes i poc més curtes que la resta.